# Brian Friel
Brian Friel, född 9 januari 1929 i Omagh, County Tyrone, död 2 oktober 2015 i Greencastle, County Donegal, var en irländsk (nordirländsk) författare och dramatiker.
Sedan 1980 var Friel chef för Field Day Theatre Company i Derry, Nordirland.
"Lärare till 1960 ... F. är flitigt spelad på båda sidor om Atlanten. - I tekniskt durkdrivna pjäser levandegör han irländska konflikter. I Fem minuter att leva - spelad i Malmö 1977 - analyseras på ett pregnant sätt sociala, politiska och religiösa spänningar på Nordirland." (Litteraturhandboken, 1983)

## Svenska översättningar (otryckta pjäsöversättningar)
- Augustidansen (Dancing at Lughnasa, 1990) (översättning Catharina Sundholm-Miller för Kungliga Dramatiska Teatern, 1992)
- Molly Sweeney (Molly Sweeney, 1994) (översättning Margaretha Byström för Kungliga Dramatiska Teatern, 1997)
- Efterspel (Afterplay, 2002) (översättning Lil Terselius för Kungliga Dramatiska Teatern, 2005)